# Ura e Tabakëve

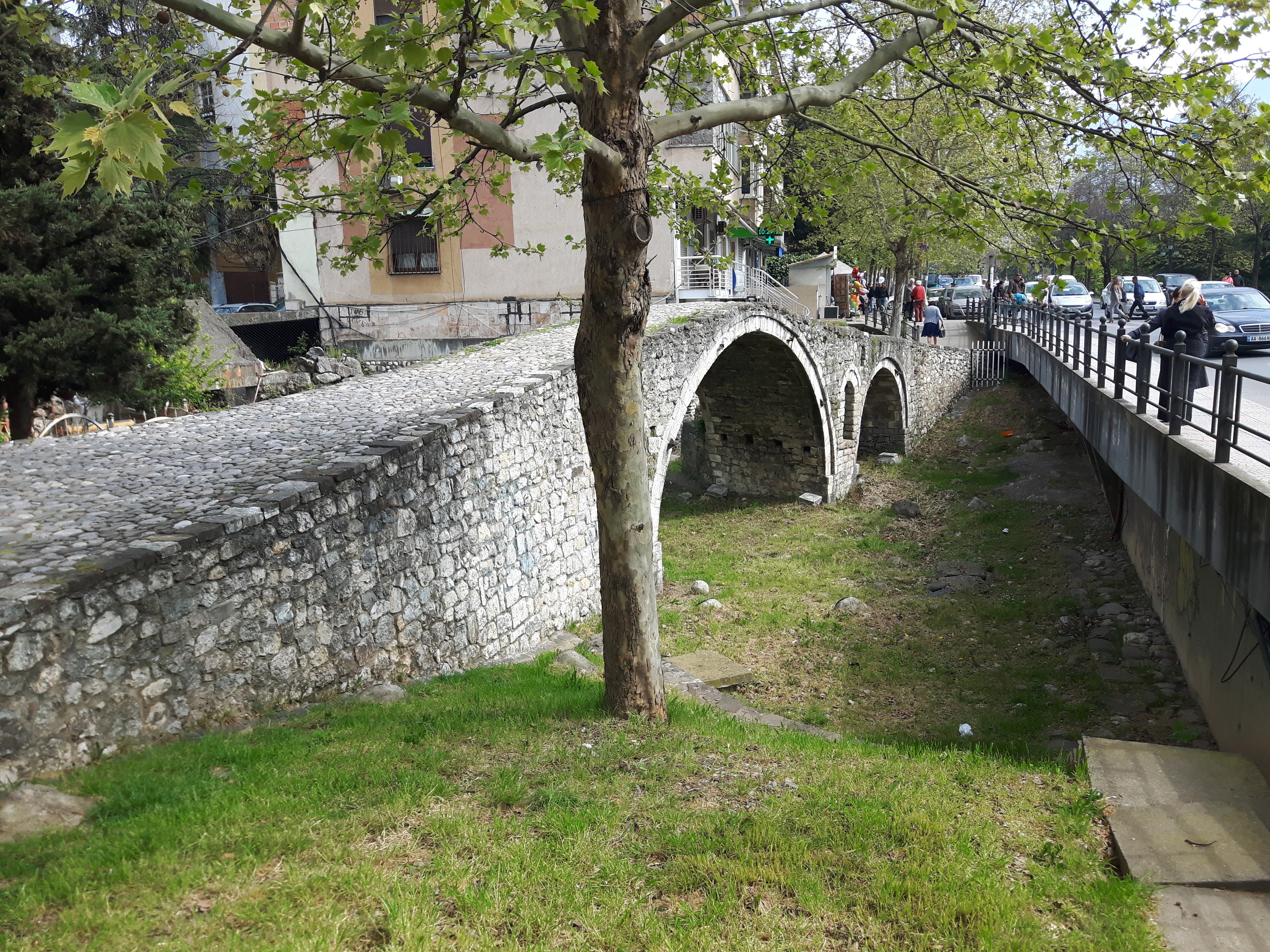
Die Ura e Tabakëve (2018)

Die Ura e Tabakëve (zu Deutsch Gerberbrücke) ist eine osmanische Steinbogenbrücke in der albanischen Hauptstadt Tirana und eines der wichtigsten historischen Bauwerke der Stadt. Die vermutlich im 18. Jahrhundert erbaute Brücke überquerte bis in die 1930er Jahre den Stadtfluss Lana. 1948 wurde sie zum Kulturdenkmal erklärt.

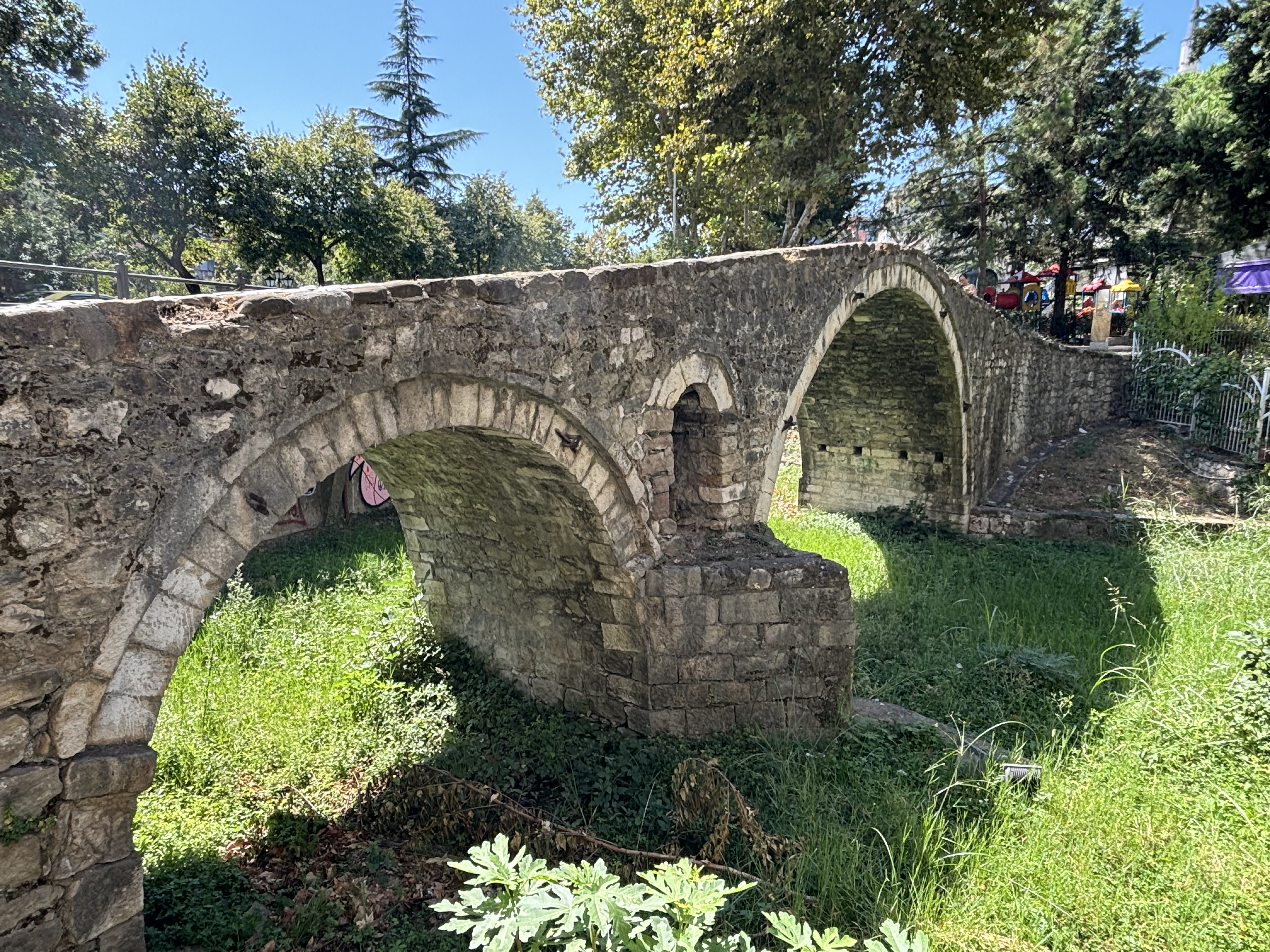
Nordseite der Brücke

Die Ura e Tabakëve besteht aus zwei Bögen – der größere hat eine Spannbreite von acht Metern. Ihre Breite beträgt 2,5 Meter. Die aus Flusssteinen errichtete Brücke hat eine Höhe von 3,5 Metern beim großen Bogen. Im Mittelbogen hat es ein kleines Fenster respektive Durchlass.
Früher am südöstlichen Stadtrand gelegen, liegt die Ura e Tabakëve heute mitten im Stadtzentrum, wenige hundert Meter östlich des zentralen Bulevardi Dëshmorët e Kombit. Sie wird nur von Fußgängern benutzt und überquert lediglich einen künstlichen Teich.

## Geschichte
Es gibt keine schriftliche Quellen, die die Bauzeit belegen. Der Baustil deutet auf die zweite Hälfte des 18. Jahrhunderts hin. Bauherrin war wohl die Zunft der Gerber.
Die Ura e Tabakëve war Teil einer Handelsstraße, die Tirana südlich vom Dajti über Shëngjergj (im Osten des Kreises Tirana, deshalb auch Straße von Shëngjergj genannt) mit Dibra verband. Für die Bewohner des Berglands östlich der Stadt war sie von großer wirtschaftlicher Bedeutung. Hierüber transportierten die Bauern und Viehzüchter ihre Produkte und Tiere, um sie in Tirana zu verkaufen. Der Beruf des Metzgers beziehungsweise Gerbers war vor allem bei den Familien der Xheleti und Kuka verbreitet. Sie wurden wie der Stadtteil jenseits der Brücke tabakë genannt, was die Berufe des Metzgers, Hautabziehers, Abdeckers und des Gerbers umfasst.
Zur etwa gleichen Zeit wurde ein paar hundert Meter weiter südlich die Ura e Terzinjve (zu Deutsch Weberbrücke) errichtet. Die Brücke mit fünf Bögen führte in Richtung Elbasan. Sie stürzte 1929 ein.
Der Historiker Gazmend Bakiu vermutet, dass sich auf der Westseite der Brücke früher ein dritter Bogen befand, der bei Umbauten durch Mauerwerk ersetzt wurde. Auch andere Quellen sprechen von zwei Nebenbögen. Auf alten Fotos aus der Vorkriegszeit ist jedoch kein dritter Bogen erkennbar.
Bis zu den 1930er Jahren, nachdem auch in unmittelbarer Nähe weitere Brücken gebaut worden waren, war die Bogenbrücke eine der wichtigsten Verbindungen über die Lana. Seither fließt der Fluss etwas weiter südlich an der Brücke vorbei. In den 1950er Jahren wurde entlang der Lana auf einem Damm eine Straße errichtet, die fortan die Brücke vom begradigten Fluss trennte und fast auf gleich hohem Niveau verläuft wie der Brückenscheitel. Der Flusslauf ist seither fast parallel zur in Ost-West-Richtung verlaufenden Brücke, die in einer Flussschleife errichtet worden war und den östlichen Brückenkopf am Südufer hatte.
Während der kommunistischen Diktatur wurde die Brücke vernachlässigt – nur noch der oberste Teil ragte aus dem sie umgebenden Straßenpflaster hervor, zwischendurch wurde das Gelände als Müllkippe genutzt. Im Jahr 2004 wurde sie restauriert und das Gelände unmittelbar um die Brücke wieder auf ursprüngliches Niveau abgegraben.